# Bolo jezik
Bolo jezik (ISO 639-3: blv; haka, libolo, lubolo), centralni bantu jezik u zoni H, kojim govori oko 2 630 ljudi (2000) jugoistočno od Luande u Angoli, provincija Kwanza-Sul.
S jezicima kimbundu [kmb], sama [smd] i songo [nsx], svi iz Angole čini podskupinu mbundu (H.20)

## Vanjske poveznice
- Ethnologue (14th)
- Ethnologue (15th)